# Хохашвили, Нодар Георгиевич
Нодар Хохашвили (груз. ნოდარ ხოხაშვილი; 28 сентября 1940, Тбилиси, Грузинская ССР, СССР) — советский борец вольного стиля, бронзовый призёр олимпийских игр, бронзовый призёр чемпионата мира, серебряный призёр чемпионата Европы, чемпион и неоднократный призёр чемпионатов СССР. Мастер спорта СССР международного класса (1966). Заслуженный мастер спорта СССР (1972).

## Биография
В 1961 году дебютировал на чемпионате СССР, где занял только пятое место. Тем не менее, в 1962 году был отобран для участия в чемпионате мира.
На чемпионате мира 1962 года по вольной борьбе от исхода встречи Хохашвили с турком Аграли зависела командная победа советской команды. При этом в случае чистой победе Хохашвили в личном первенстве занимал второе место, а при победе по баллам только четвёртое. Добившись значительного преимущества, советский борец не стал стараться победить чисто, перестал идти на обострение во избежание случайности и одержал победу по баллам, достаточную для команды. В том же году на чемпионате СССР стал серебряным призёром.
Был включён в олимпийскую команду и на Летних Олимпийских играх 1964 года в Токио боролся в весовой категории до 63 килограммов.
Победитель турнира определялся по количеству штрафных баллов к окончанию турнира, штрафные баллы начислялись борцу в любом случае, кроме чистой победы, так победа по решению судей приносила 1 штрафной балл, проигрыш по решению судей 3 штрафных балла. Участник, набравший 6 штрафных баллов выбывал из турнира.
В схватках:
- в первом круге решением судей победил Мухаммада Ахтара (Пакистан), что принесло 1 штрафной балл;
- во втором круге решением судей победил Хайруллу Сахинкая (Турция), что принесло 1 штрафной балл;
- в третьем круге решением судей победил Тауно Яскари (Финляндия), что принесло 1 штрафной балл;
- в четвёртом круге решением судей победил Бобби Дугласа (США), что принесло 1 штрафной балл;
- в пятом круге решением судей победил Мохаммада Эбрахима Сейфпура (Иран), что принесло 1 штрафной балл и вышел в финальную часть турнира
- в первой финальной схватке проиграл решением судей будущему олимпийскому чемпиону Осаму Ватанабэ (Япония);
- во второй финальной схватке со Станчо Колевым (Болгария) была зафиксирована ничья, что позволило занять борцу третье место[3].

После Олимпийских игр в 1965 и 1966 годах занимает на чемпионатах СССР 4 и 5 место соответственно, а в 1969 году наконец побеждает на чемпионате СССР и становится бронзовым призёром чемпионата мира и серебряным чемпионата Европы.
В 1972 году, заняв третье место на чемпионате СССР, оставил карьеру.